# История Боливии (1920—1964)

## Республиканская партия и Великая Депрессия
Долгое правление либеральной партии в Боливии (один из самых стабильных периодов в истории страны), закончилась, когда республиканцы захватили президента в результате бескровного государственного переворота в 1920 году.
Республиканская партия вскоре раскалывается на две части — одна во главе с Баутиста Сааведра со своей новой Социалистической республиканской партией, другая во главе с Даниэлем Саламанке. Сааведра имел поддержку городского среднего класса, в то время как Саламанка — более консервативной части. Также популярны среди населения становятся социалистические идеи.
В ходе республиканского правления боливийская экономика претерпела глубокие изменения. В 1920-х годах начали снижаться цены на олово. После своего пика в 1929 году, производство олова резко сократилось, как Великая депрессия почти уничтожила международный рынок олова. Это снижение было вызвано также уменьшением содержания олова и концом новых инвестиций в шахтах Боливии.
По мере замедления экономического роста, республиканцы полагались на иностранные кредиты. Сааведра (1920—1925) и Эрнандо Силес Рейес (1926—1930) позаимствовали в США (для финансирования крупных проектов в области развития) кредиты, несмотря на противодействие со стороны боливийских националистов. Так называемый Николаус кредит вызвал национальный гнев, потому что он дал контроль США над сборами Боливии в обмен на частный банковский кредит в размере 33 млн $ США.
1920-е годы, были периодом политических перемен. В течение 1920-х годов Боливия столкнулась с растущей социальной суматохой. Сааведра узаконили право на забастовку и представил правительственный арбитраж в трудовых спорах. В 1922 году он вызвал всеобщую забастовку после запрета на ночные такси. Бастующие выиграли и услуги такси были возобновлены. Трудовые беспорядки, такие как забастовка шахтеров в 1923 году, были жестоко подавлены.
Волнения достигли новых высот после резкого сокращения рабочей силы во время Великой депрессии. Индейские крестьяне продолжали бунтовать в сельской местности. Теперь, в первый раз, индейцы нашли поддержку среди элиты. Густаво Наварро, который принял имя Тристан Мароф, был самым важным идеологом Боливии. Он увидел в индейцах-инках модель первого успешного социализма и модель для решения проблем села.
За четыре года Силес Рейес разочаровал рабочих и студентов, из-за невыполненных им обещаний: улучшить положение рабочих и крестьян.
В 1930 году он был свергнут, когда он попытался обойти конституционное положение, запрещающее переизбрание.
Военная хунта правила до марта 1931 года, когда лидер республиканцев Даниэль Саламанка (1931-34) был избран в качестве кандидата от республиканской и либеральной коалиции. Несмотря на то, что он был уважаемым экономистом до вступления в должность, Саламанка не смог подавить социальные волнения и решить серьезные экономические проблемы, вызванные Великой депрессией.

## Чакская война
Основная статья: Чакская война
Президент Саламанка использовал один из пограничных инцидентов, чтобы разорвать дипломатические отношения с Парагваем и увеличить военный бюджет Боливии, несмотря на то, что страна имела серьезные экономические проблемы. Боливийская армия была лучше обучена, и превосходила по количеству парагвайскую.
15 июня 1932 года между Боливией и Парагваем начался один из крупнейших вооружённых конфликтов XX века в Южной Америки. Причиной конфликта стал давний территориальный спор, вокруг области Гран-Чако (которая, как считалось, имела большие запасы нефти). Эта область контролировалась Боливией, и была в значительной степени неразвитой.
Война бушевала в течение следующих трех лет. Боливийцы были разбиты во всех крупных сражениях, и к концу 1934 года они были отброшены назад на 482 километров от своих первоначальных позиций, глубоко в предгорья Анд. Серьезные стратегические ошибки, плохая разведка и материально-технические проблемы в достижении дальних линий битвы способствовали потерям. Кроме того, моральный дух боливийских войск была низкой, и высокогорные индейцы не могли приспособиться к экстремальному климату в низменной Чако.